# Фыньян
Фынья́н (кит. упр. 汾阳, пиньинь Fényáng) — городской уезд городского округа Люйлян провинции Шаньси (КНР). Название означает, что эти места находятся с западной («янской») стороны от реки Фыньхэ.

## История
При империи Западная Хань здесь был создан уезд Цзыши (兹氏县). Во время диктатуры Ван Мана он был переименован в Цзытун (兹同县), но при империи Восточная Хань уезду было возвращено прежнее название. При империи Западная Цзинь в 307 году он был переименован в Сичэн (隰城县), а впоследствии был расформирован. При империи Северная Вэй в 484 году уезд Сичэн был создан вновь. При империи Тан в 760 году уезд Сичэн был переименован в Сихэ (西河县).
При империи Мин в 1368 году был расформирован уезд Сихэ и образована область Фэньчжоу (汾州), которой были подчинены уезды Пинъяо, Цзесю и Сяои. В 1595 году область была поднята в статусе до Фэньчжоуской управы (汾州府), а в этих местах был образован уезд Фэньян (汾阳县).
В 1949 году был создан Специальный район Фэньян (汾阳专区), и уезд вошёл в его состав. В 1951 году Специальный район Фэньян был расформирован, и уезд вошёл в состав Специального района Юйцы (榆次专区). В 1958 году уезд был передан в состав Специального района Цзиньчжун (晋中专区). В 1967 году Специальный район Цзиньчжун был переименован в Округ Цзиньчжун (晋中地区).
В 1971 году был образован Округ Люйлян (吕梁地区), и уезд Фэньян перешёл в его состав. В 1996 году уезд Фэньян был преобразован в городской уезд.
Постановлением Госсовета КНР от 23 октября 2003 года с 2004 года округ Люйлян был расформирован, а вместо него образован городской округ Люйлян.

## Административное деление
Городской уезд делится на 2 уличных комитета, 9 посёлков и 3 волости.

## Экономика
В Фыньяне базируется крупный производитель байцзю Xinghuacun Fen Wine.